# Forças Terrestres da Sérvia e Montenegro
As Forças Terrestres da Sérvia e Montenegro (Servo-croata: Копнена Војска Србије и Црнe Горе, Kopnena Vojska Srbije i Crne Gore), conhecidas como Forças Terrestres da República Federal da Iugoslávia (Servo-croata: Копнена Војска Савезнe Републикe Југославијe, Kopnena Vojska Savezne Republike Jugoslavije) de 1992 a 2003, foi o ramo militar terrestre das Forças Armadas da Sérvia e Montenegro. Foi formada em 20 de maio de 1992 a partir dos remanescentes das Forças Terrestres Iugoslavas e foi dissolvida em 5 de junho de 2006, quando a União Estatal da Sérvia e Montenegro foi dissolvida. 

## Formação
As Forças Terrestres eram compostas por três exércitos, cada um composto por corpos e unidades independentes. O Primeiro Exército estava baseado em Belgrado, o Segundo Exército estava baseado em Podgoritza e o Terceiro Exército estava baseado em Niš. 
| First Army | Second Army | Third Army |
| --- | --- | --- |
| Corpo de Novi Sad: - 36ª Brigada Mecanizada - 453ª Brigada Mecanizada - 12ª Brigada Mecanizada - 18ª Brigada Motorizada (Reserva) - 127ª Brigada de Infantaria Leve (Reserva) - 16ª Brigada de Artilharia Mista                                                                                     | Corpo de Podgorica: - 56º Regimento de Engenheiros - 5ª Brigada Motorizada - 57ª Brigada Motorizada (Reserva) - 179ª Brigada Motorizada (Reserva) - 3ª Brigada de Infantaria Leve (Reserva) - 326ª Brigada de Artilharia Mista - 4ª Brigada de Infantaria Leve - 2ª Brigada de Infantaria de Montanha - 72º Batalhão de Fronteira | Corpo de Niš: - 4ª Brigada Motorizada - 2ª Brigada Motorizada (Reserva) - 211ª Brigada Blindada - 805ª Brigada Motorizada (Reserva) - 203ª Brigada de Artilharia Mista (Reserva) - 50ª Brigada de Infantaria Leve (Reserva) |
| Corpo de Belgrado: - 140º Batalhão de Infantaria - 151ª Brigada Motorizada (Reserva) - 505ª Brigada Leve Motorizada (Reserva) - 153ª Brigada Leve Motorizada (Reserva) - 22ª Brigada de Artilharia Mista (Reserva) - 585º Regimento de Aviação (Reserva) - 150º Regimento Leve Motorizado (Reserva) | Corpo de Užice: - 37ª Brigada Motorizada (Herói do Povo) - 168ª Brigada Motorizada (Reserva) - 27ª Brigada Leve Motorizada (Reserva) - 134ª Brigada de Infantaria Leve (Reserva) - 6ª Brigada de Infantaria Leve (Reserva) - 7ª Brigada de Infantaria Leve (Reserva)                                                              | Corpo de Leskovac: - 89ª Brigada Motorizada (Reserva) - 135ª Brigada Motorizada (Reserva) - 13ª Brigada Leve Motorizada (Reserva) - 21ª Brigada Mista Antitanque (Reserva) - 42ª Brigada Mista Antitanque (Reserva) |
| Corpo de Kragujevac: - 51ª Brigada Mecanizada - 80ª Brigada Motorizada (Reserva) - 130ª Brigada Motorizada (Reserva) - 129ª Brigada Leve Motorizada (Reserva) - 20ª Brigada de Infantaria Leve (Reserva) - 21ª Brigada de Infantaria Leve (Reserva) - 24º Regimento de Artilharia Mista (Reserva)   | Unidades Independentes: - 202ª Brigada de Artilharia Mista (Reserva) - 60º Regimento de Mísseis | Corpo de Priština: - 15ª Brigada Mecanizada - 243ª Brigada Blindada - 549ª Brigada Motorizada - 125ª Brigada Motorizada - 252ª Brigada Blindada - 58ª Brigada Mecanizada Leve (Reserva) - 102ª Brigada Antitanque Mista (Reserva) - 52ª Brigada de Artilharia Mista - 53º Batalhão de Fronteira - 55º Batalhão de Fronteira - 57º Batalhão de Fronteira - 52º Regimento de Artilharia Leve e Mísseis de Defesa Aérea - 150ª Brigada de Artilharia Mista |
| Unidades Independentes: - 544ª Brigada Motorizada - 14ª Brigada Leve Motorizada - 310º Regimento de Mísseis - 149º Regimento de Mísseis - 240º Regimento de Mísseis | | Unidades Independentes: - 148ª Brigada Motorizada - 9ª Brigada Motorizada - 23ª Brigada de Infantaria Leve (Reserva) - 35ª Brigada de Infantaria Leve (Reserva) - 311º Regimento de Mísseis de Defesa Aérea |